# Chorwacja na Mistrzostwach Europy w Lekkoatletyce 2016
Chorwacja na Mistrzostwach Europy w Lekkoatletyce 2016 – reprezentacja Chorwacji podczas Mistrzostw Europy w Amsterdamie liczyła 11 zawodników (5 mężczyzn i 6 kobiet).

## Występy reprezentantów Chorwacji

### Mężczyźni

#### Konkurencje biegowe
| Zawodnik    | Konkurencja   | Eliminacje | Eliminacje | Półfinał | Półfinał | Finał    | Finał |
| Zawodnik    | Konkurencja   | Rezultat   | Poz.       | Rezultat | Poz.     | Rezultat | Poz.  |
| ----------- | ------------- | ---------- | ---------- | -------- | -------- | -------- | ----- |
| Mateo Ružić | Bieg na 400 m | 46.89      | 7. Q       | 47.19    | 23.      | NQ       | NQ    |

#### Konkurencje techniczne
| Zawodnik           | Konkurencja    | Eliminacje | Eliminacje | Finał    | Finał   |
| Zawodnik           | Konkurencja    | Rezultat   | Pozycja    | Rezultat | Pozycja |
| ------------------ | -------------- | ---------- | ---------- | -------- | ------- |
| Ivan Horvat        | Skok o tyczce  | 5.50       | 6. Q       | 5.30     | 7.      |
| Filip Mihaljević   | Pchnięcie kulą | 18.72      | 22.        | NQ       | NQ      |
| Nedžad Mulabegović | Pchnięcie kulą | 19.55      | 15.        | NQ       | NQ      |
| Stipe Žunić        | Pchnięcie kulą | 20.24      | 6 q        | 19.95    | 9.      |

### Kobiety

#### Konkurencje biegowe
| Zawodniczka    | Konkurencja                | Eliminacje | Eliminacje | Półfinał | Półfinał | Finał    | Finał |
| Zawodniczka    | Konkurencja                | Rezultat   | Poz.       | Rezultat | Poz.     | Rezultat | Poz.  |
| -------------- | -------------------------- | ---------- | ---------- | -------- | -------- | -------- | ----- |
| Ivana Lončarek | Bieg na 100 m przez płotki | 13.27      | 15.        | —        | —        | —        | —     |
| Alena Hrušoci  | Bieg na 400 m przez płotki | 58.98      | 21.        | —        | —        | —        | —     |

#### Konkurencje techniczne
| Zawodnik          | Konkurencja    | Eliminacje | Eliminacje | Finał    | Finał   |
| Zawodnik          | Konkurencja    | Rezultat   | Pozycja    | Rezultat | Pozycja |
| ----------------- | -------------- | ---------- | ---------- | -------- | ------- |
| Ana Šimić         | Skok wzwyż     | 1.89       | 14.        | —        | —       |
| Valentina Mužarić | Pchnięcie kulą | 16.17      | 19.        | —        | —       |
| Sandra Perković   | rzut dyskiem   | 65.25      | 2. Q       | 69.97    |         |
| Sara Kolak        | rzut oszczepem | 60.51      | 3. Q       | 63.50    |         |